# Vinko Mozetič
Vinko Mozetič, slovenski zdravnik in politik, * 16. julij 1924, Miren, † 19. marec 1998.

## Življenje in delo
Vinko Mozetič, nečak Ivana Mozetiča, je ljudsko šolo obiskoval v rojstnem kraju in Gorici, tu je leta 1938 končal tudi trgovsko šolo, ter se vpisal na višjo gimnazijo in leta 1943 maturiral. Sodeloval je v bojih na goriški fronti, po njenem preboju pa se je na Univerzi v Padovi vpisal na študij medicine. Januarja 1944 se je pridružil partizanom, kjer je bil do 5. januarja 1945 pomočnik sanitetnega referenta Gradnikove brigade, nato pa pomočnik sanitetnega referenta Antonia Ciccarellia v diviziji Garibaldi Natisone. Kasneje je delal pri saniteti na Vipavskem vojnem področju. Demobiliziran je bil jeseni 1945.
Takoj nato je nadaljeval s študijem na Medicinski fakulteti v Ljubljani in leta 1952 promoviral iz splošne medicine. Najprej je služboval kot zdravnik splošne prakse v rojstnem kraju, od 1960 dalje pa je bil v Novi Gorici direktor Zdravstvenega doma. V letih 1965−1967 je bil predsednik socialno zdravstvenega zbora Skupščine Socialistične republike Slovenije, od 1967-1969 ponovno direktor Zdravstvenega doma Nova Gorica in istočasno predsednik odbora za zdravstvo pri socialno zdravstvenem zboru Skupščine Socialistične republike Slovenije. Od 1969-1974 je bil predsednik skupščine občine Nova Gorica, od 1976-1978 pa predsednik izvršnega sveta skupščine občine Nova Gorica.